# Dunum (Basse-Saxe)
Dunum est une commune allemande de l'arrondissement de Wittmund, Land de Basse-Saxe.

## Géographie
La commune comprend le quartier de Brill.
| Moorweg  | Stedesdorf |          |
| Blomberg | Dunum      | Wittmund |
|          | Aurich     |          |

## Histoire
Une légende raconte que Radbod de Frise serait enterré sous le Radbodsberg.
Dunum est mentionné pour la première fois en 1420.